# Озаринецький замок
Озаринецький замок — пам'ятка архітектури місцевого значення у селі Озаринці Могилів-Подільського району Вінницької області.

## Відомості
Зведений у 1657-1672 рр.,  нині Вінницька область, який обороняв від постійних турецьких нападів.
Був розташований на так званому Волоському шляху, за яким йшли грабіжницькі походи вояків Туреччини. Зруйнований турками у 1690 р., відновлений у 1699 р. після вигнання османів. Потім замок занепав.
Каміння використовували для власних будівельних потреб, один з власників зробив в рештках замку хлібне сховище.
Частково збережені — східна стіна, каземат, підмурки будівель біля північної та східної стін.
Мав форму квадрата зі стороною 55 м, загальна площа 0,3 га.

## Будова
Головний вхід в замок був з півдня. Площа 0,3 га, бік — 55 м. По середині південного боку був в'їзд до замку, він розміщався в двоповерховому будинку. В північно-західному куті замку фундаменти башти, що в середині була кругла, а зовні восьмигранна. Можливо башти були і в інших кутах, бо в північно-східній в землі виявлено якійсь склепіння… — опис Сіцинського. Вся площа була забезпечена мурами. Вздовж січної та північних мурів розміщалися муровані будинки. Під східним будинком були льохи.в середині була стометрова криниця
Східний зовнішній мур підпирали контрфорси. В західному мурі лишилися амбразури. На півночі з площі був ще другий двір, за площею такий самий, те квадратний, обнесений муром, але нижчим і вужчим.

## Галерея

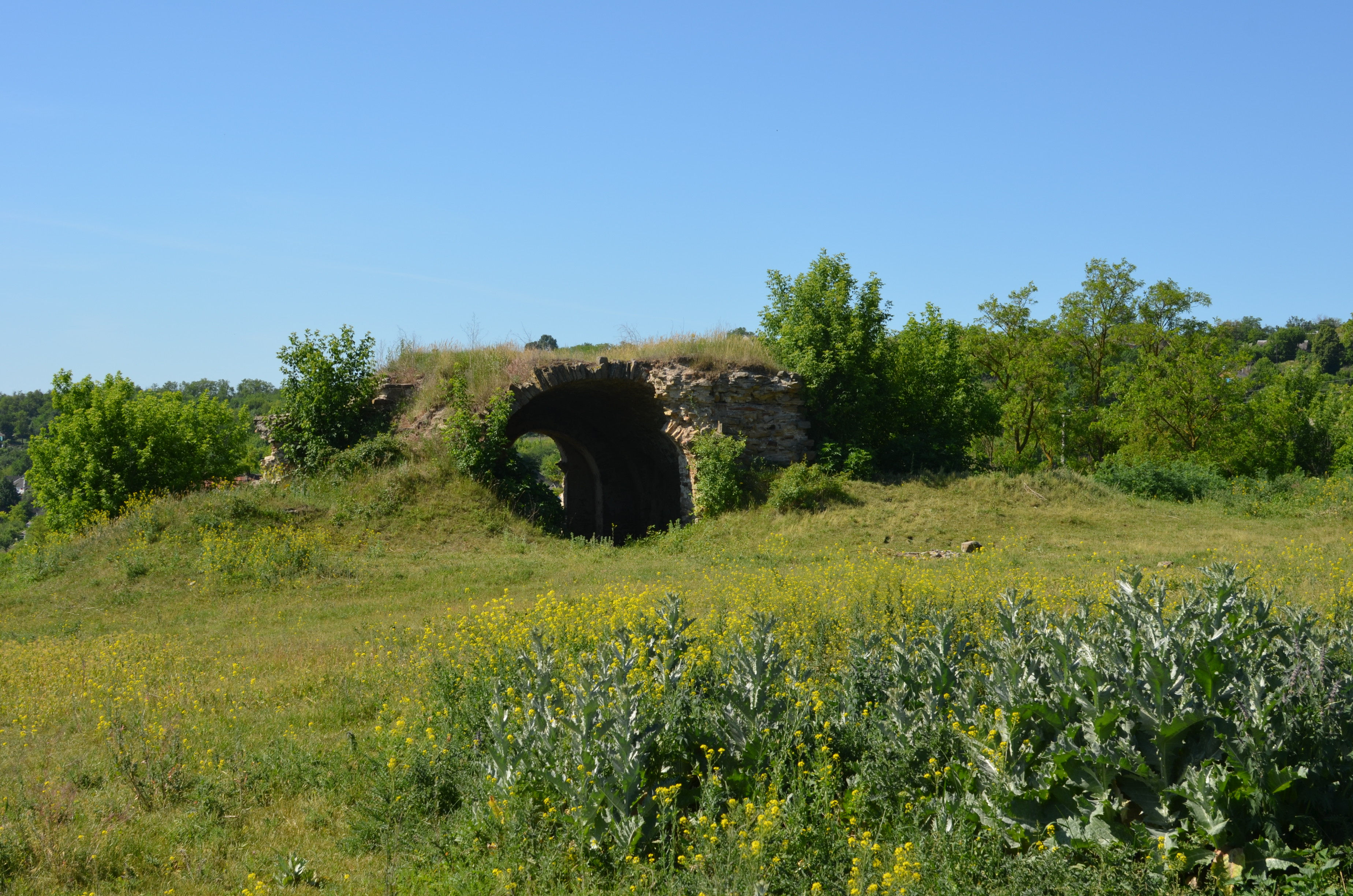
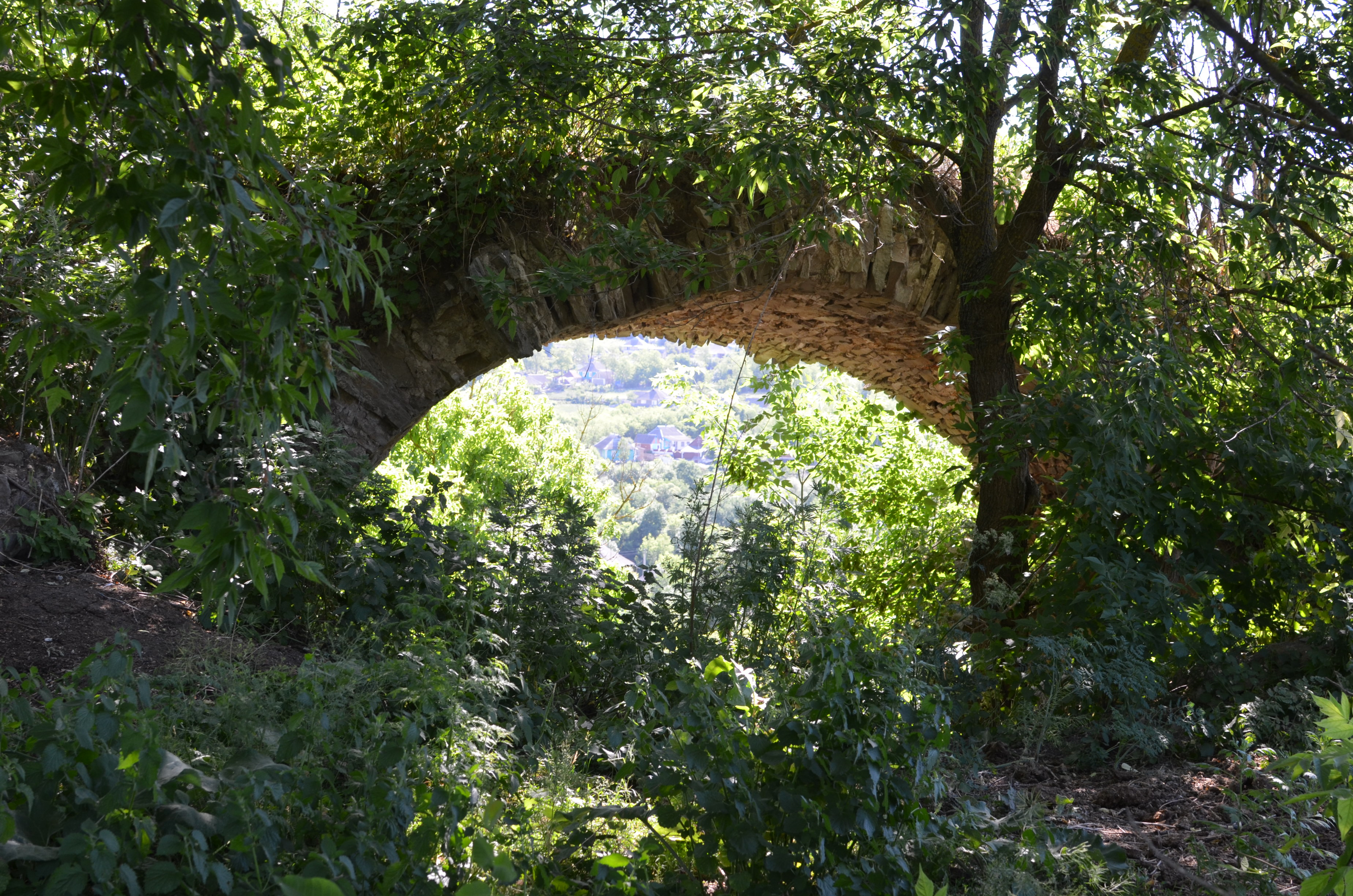
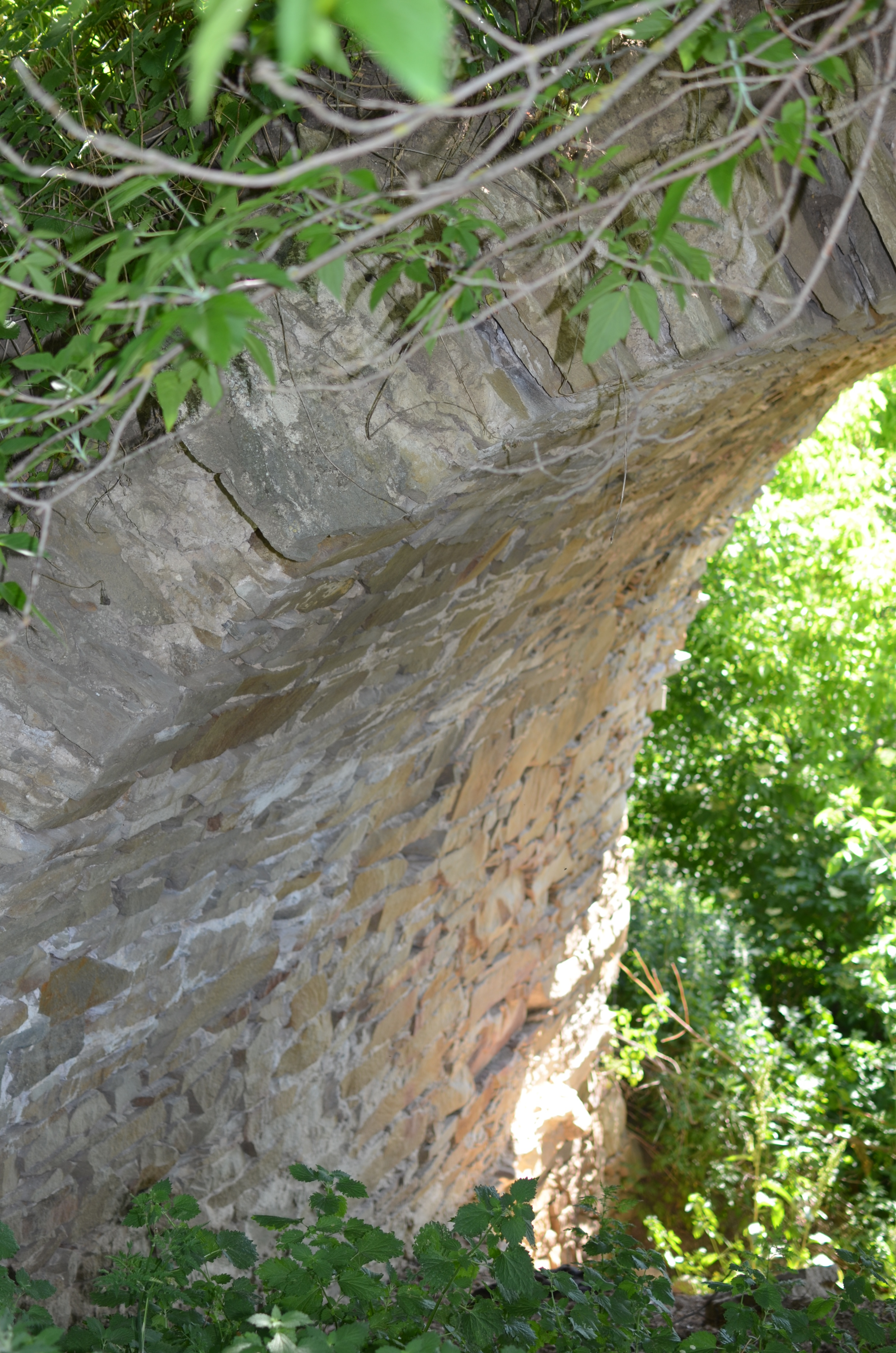
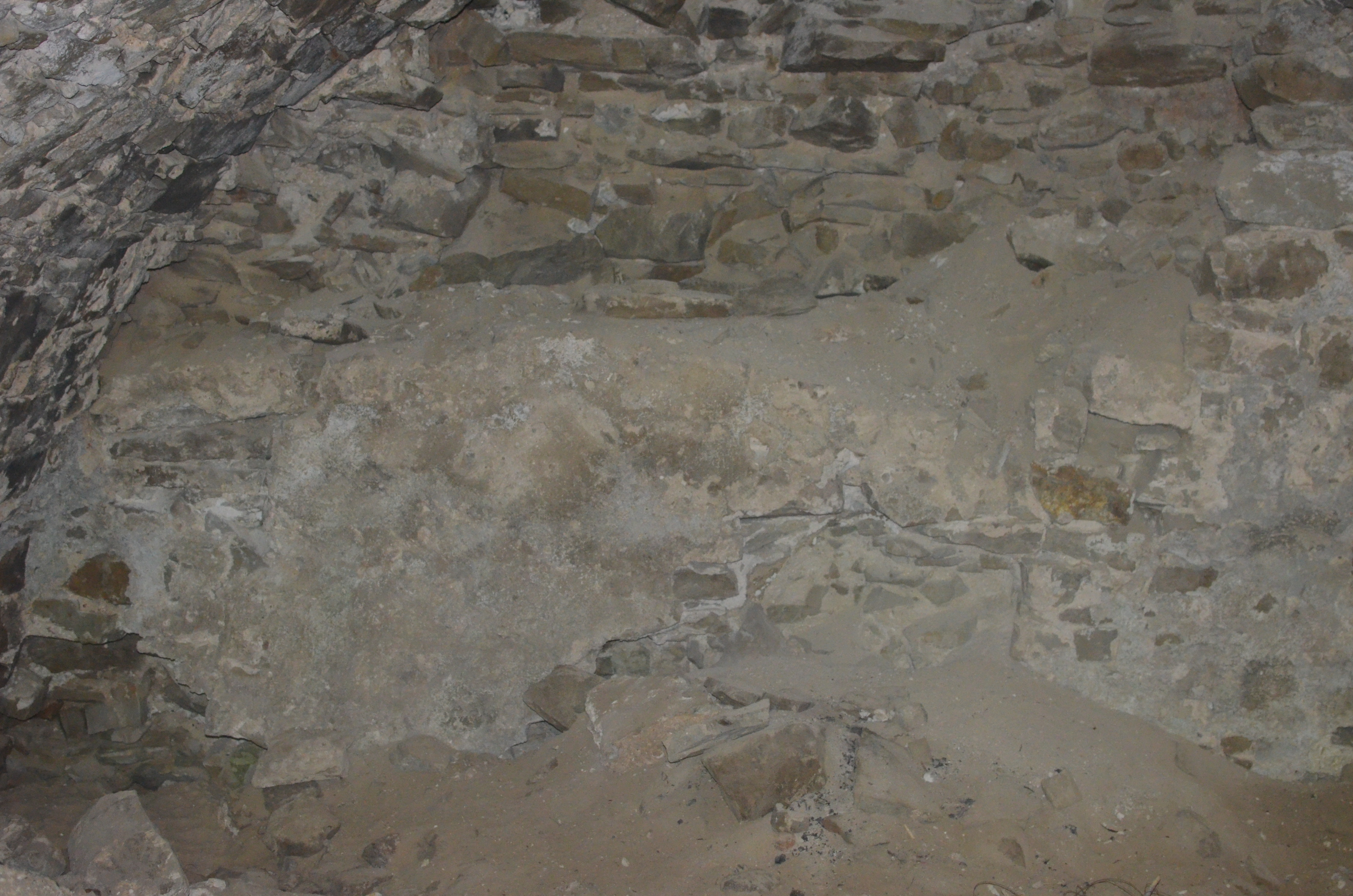
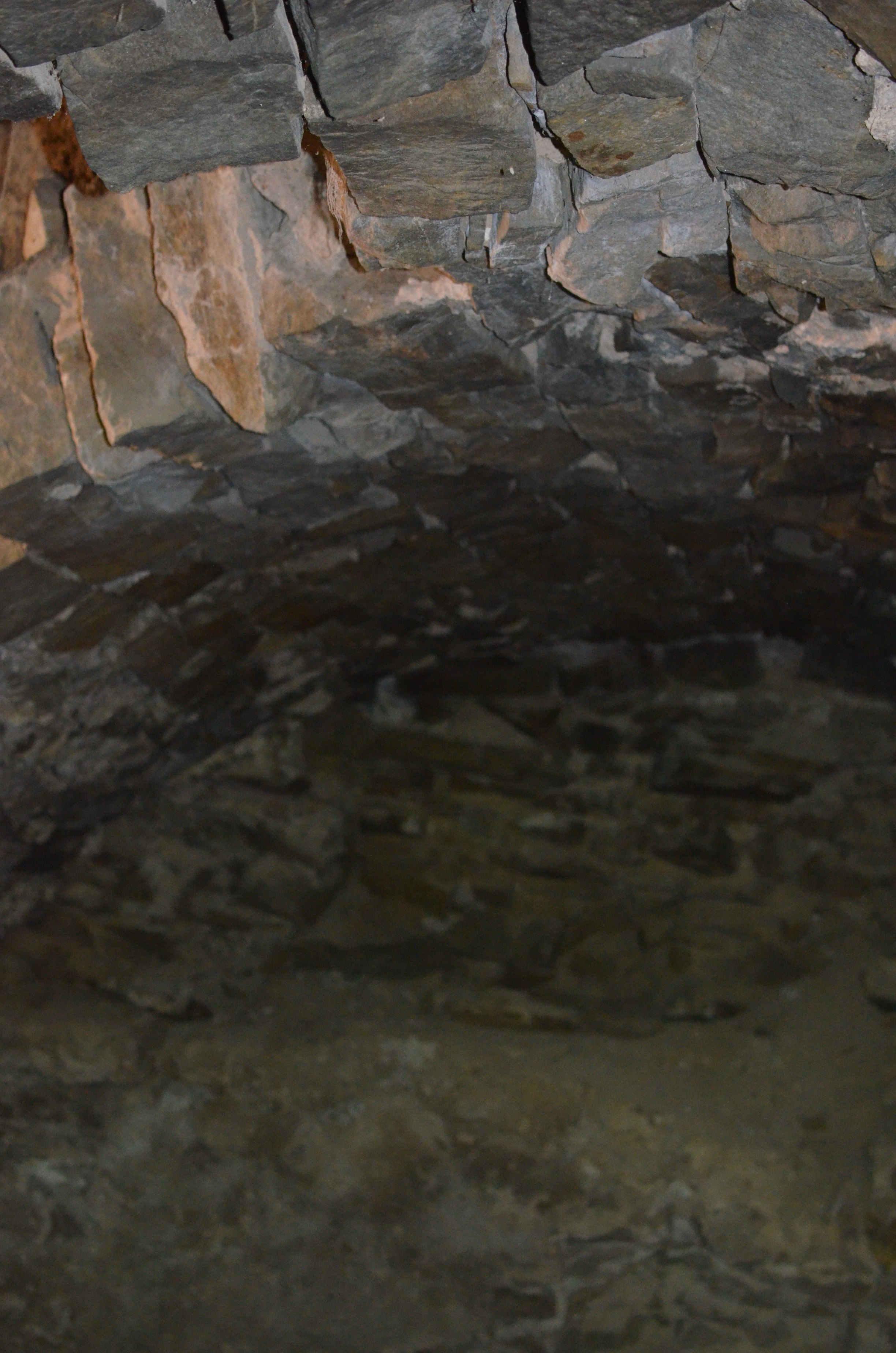
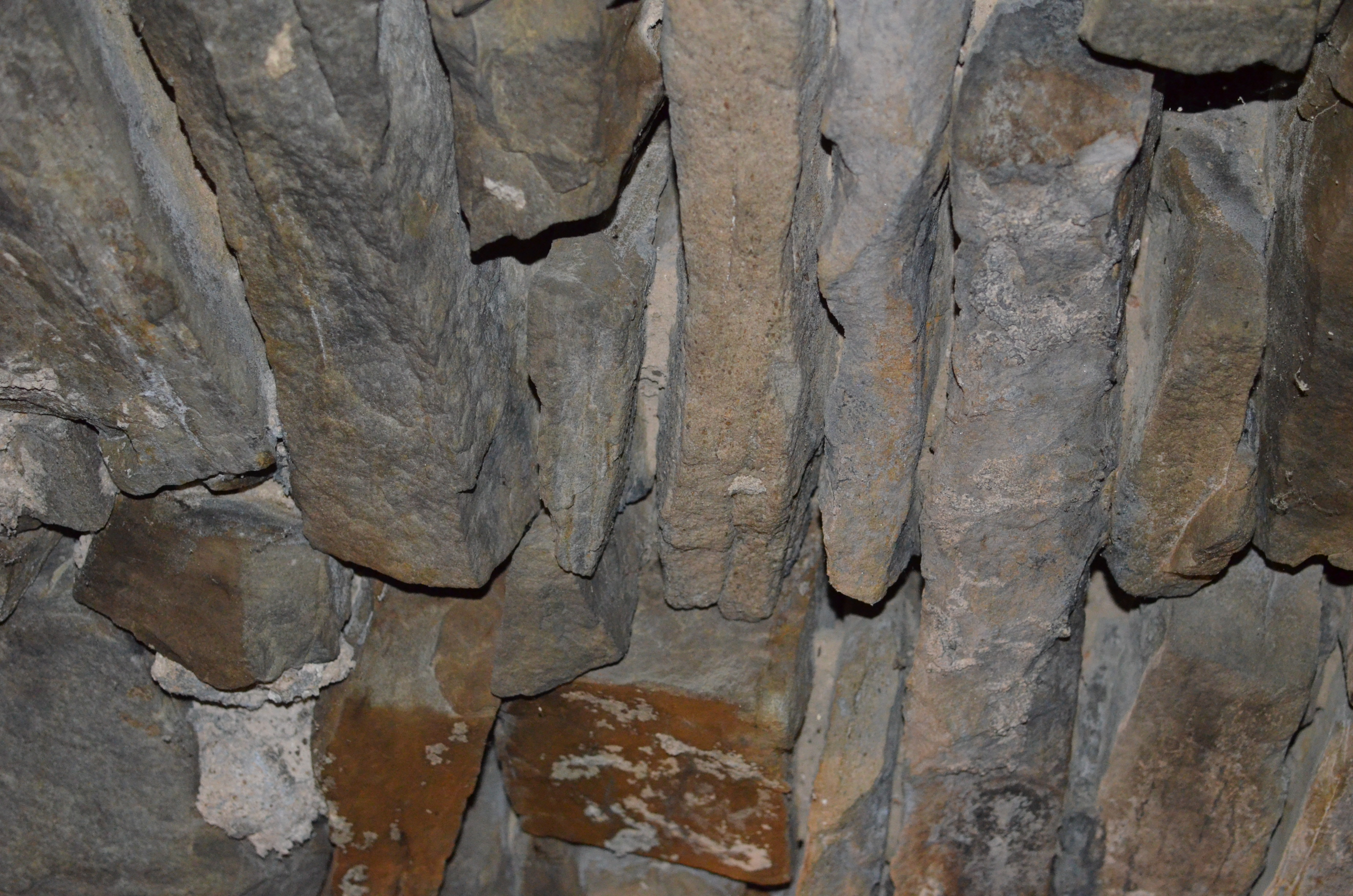
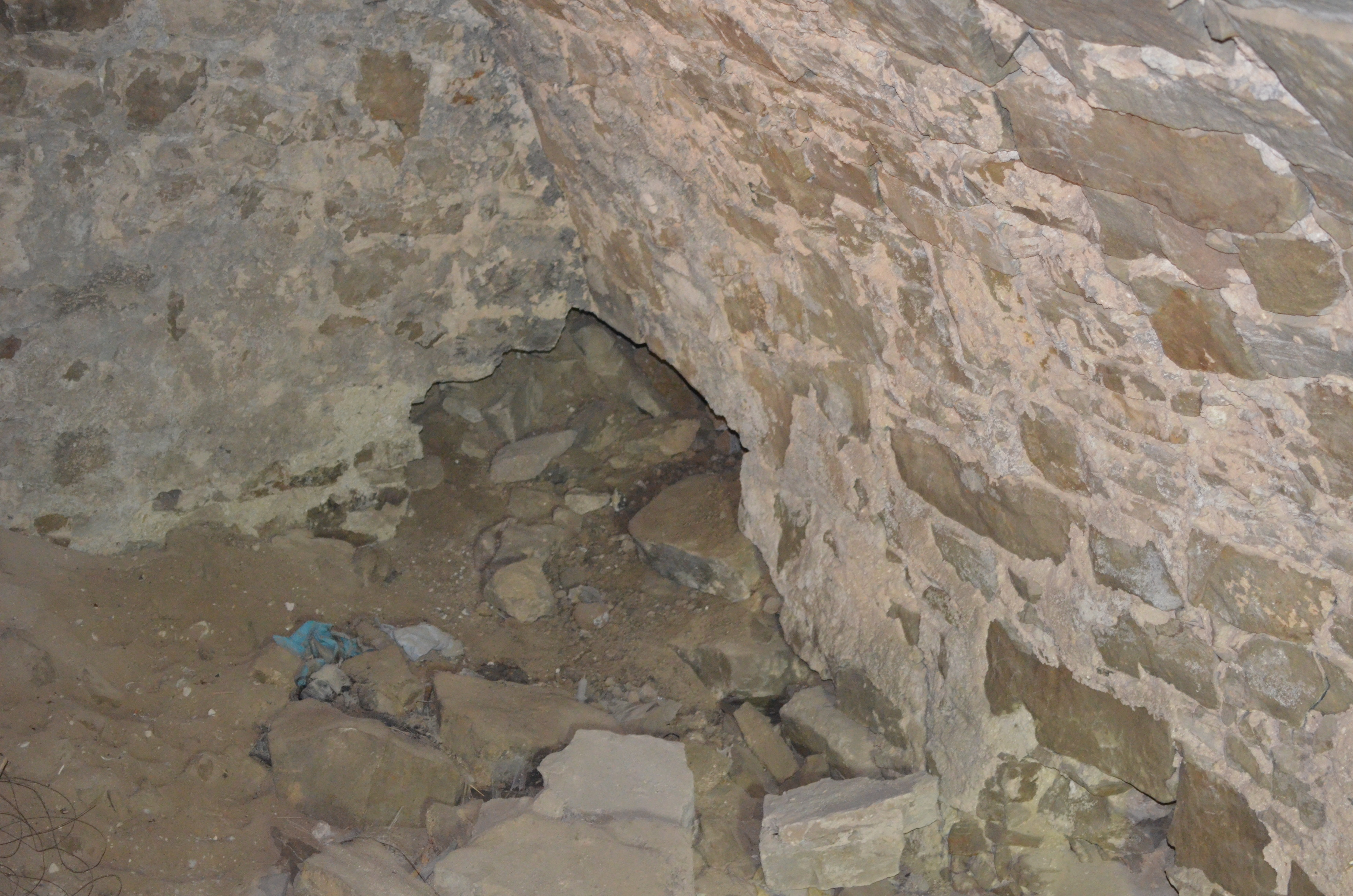
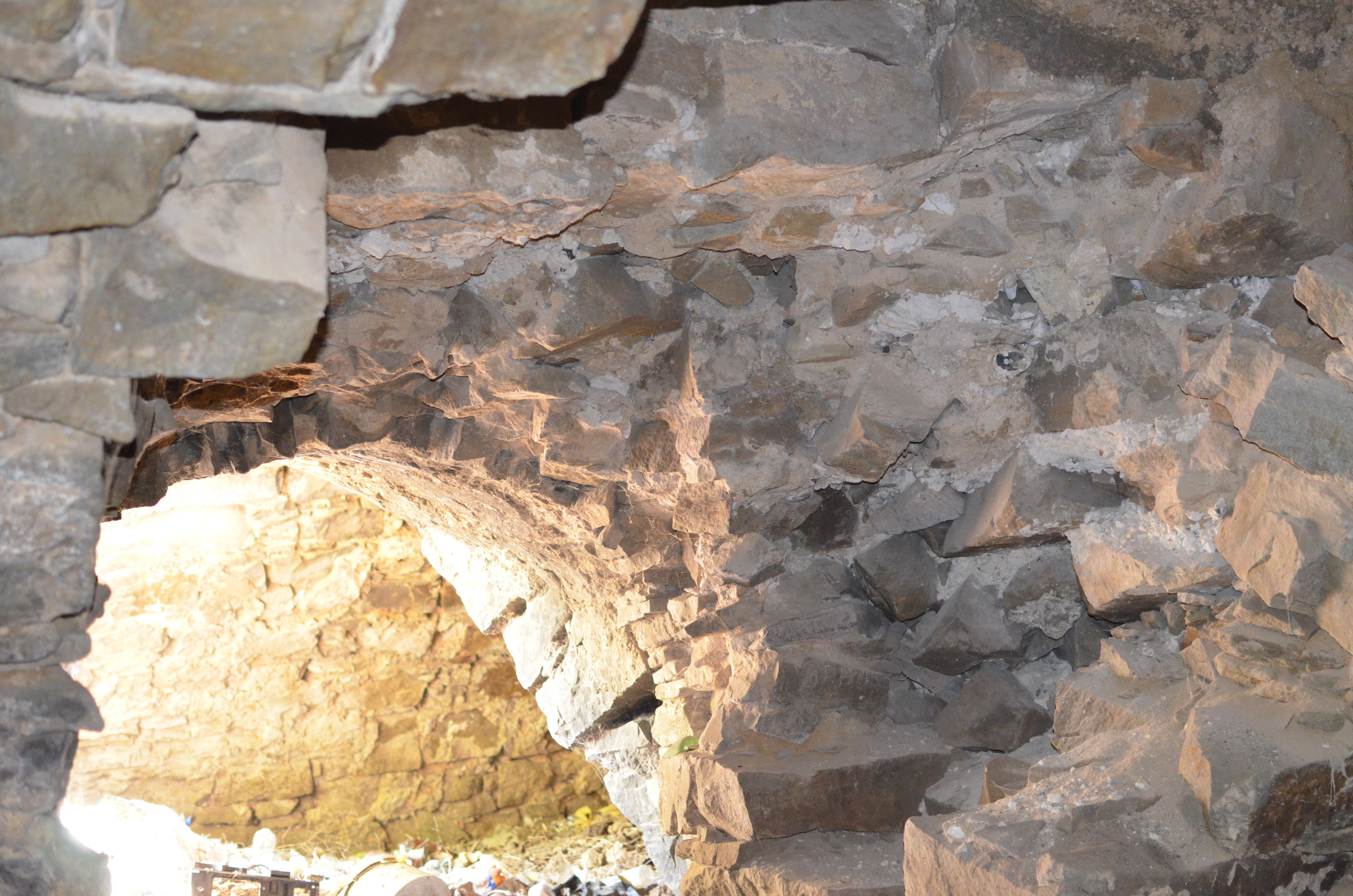
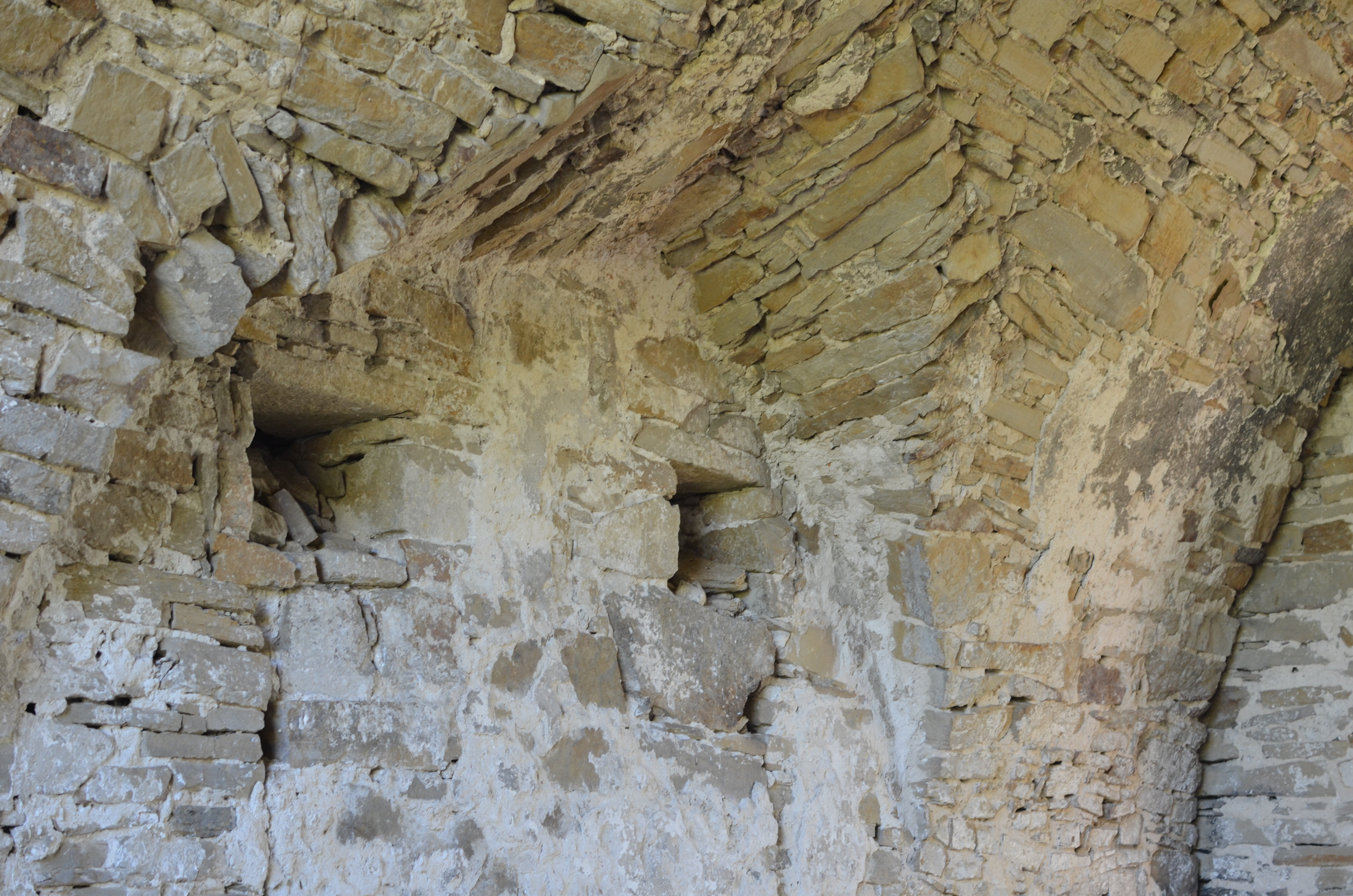
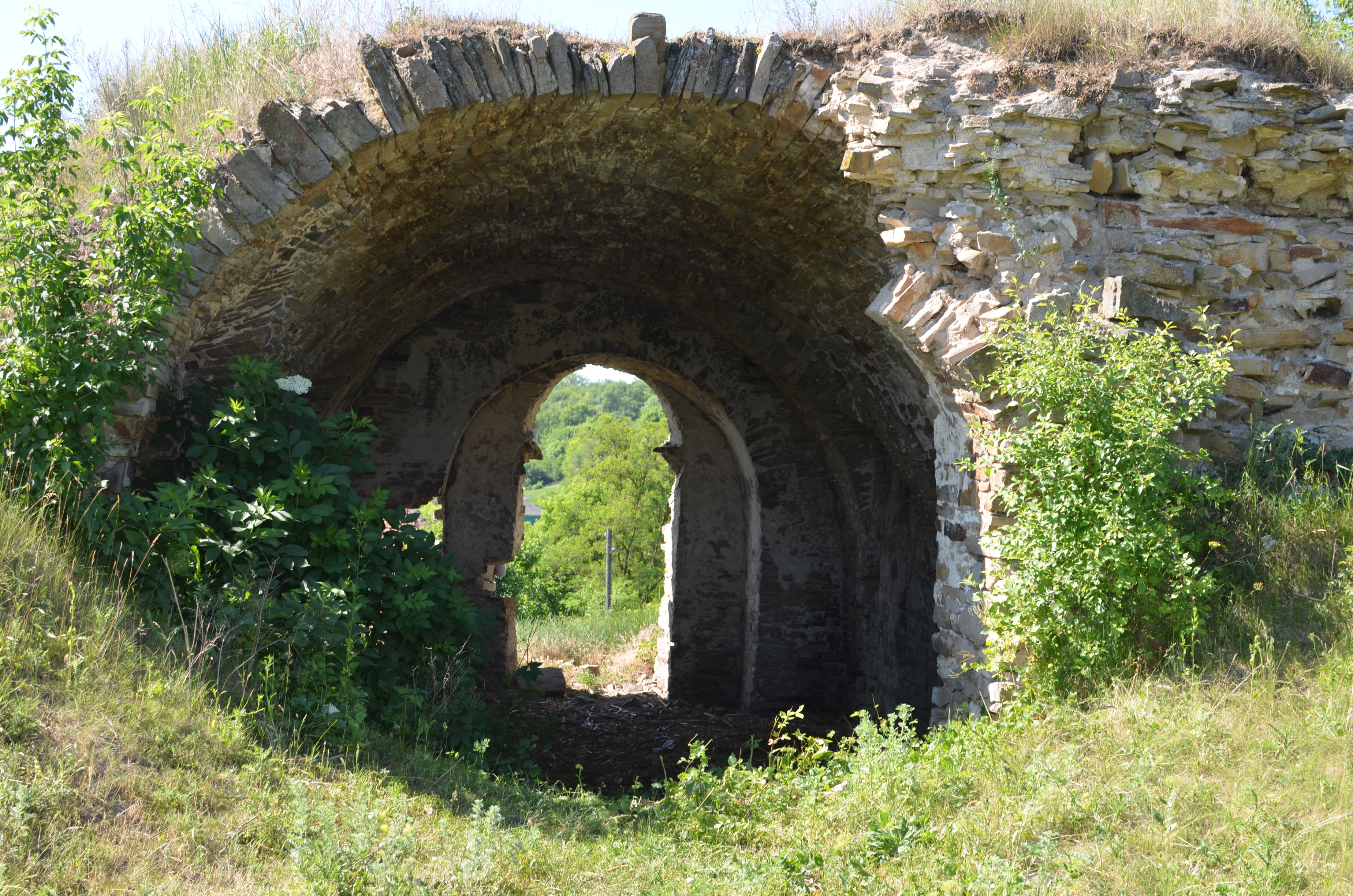
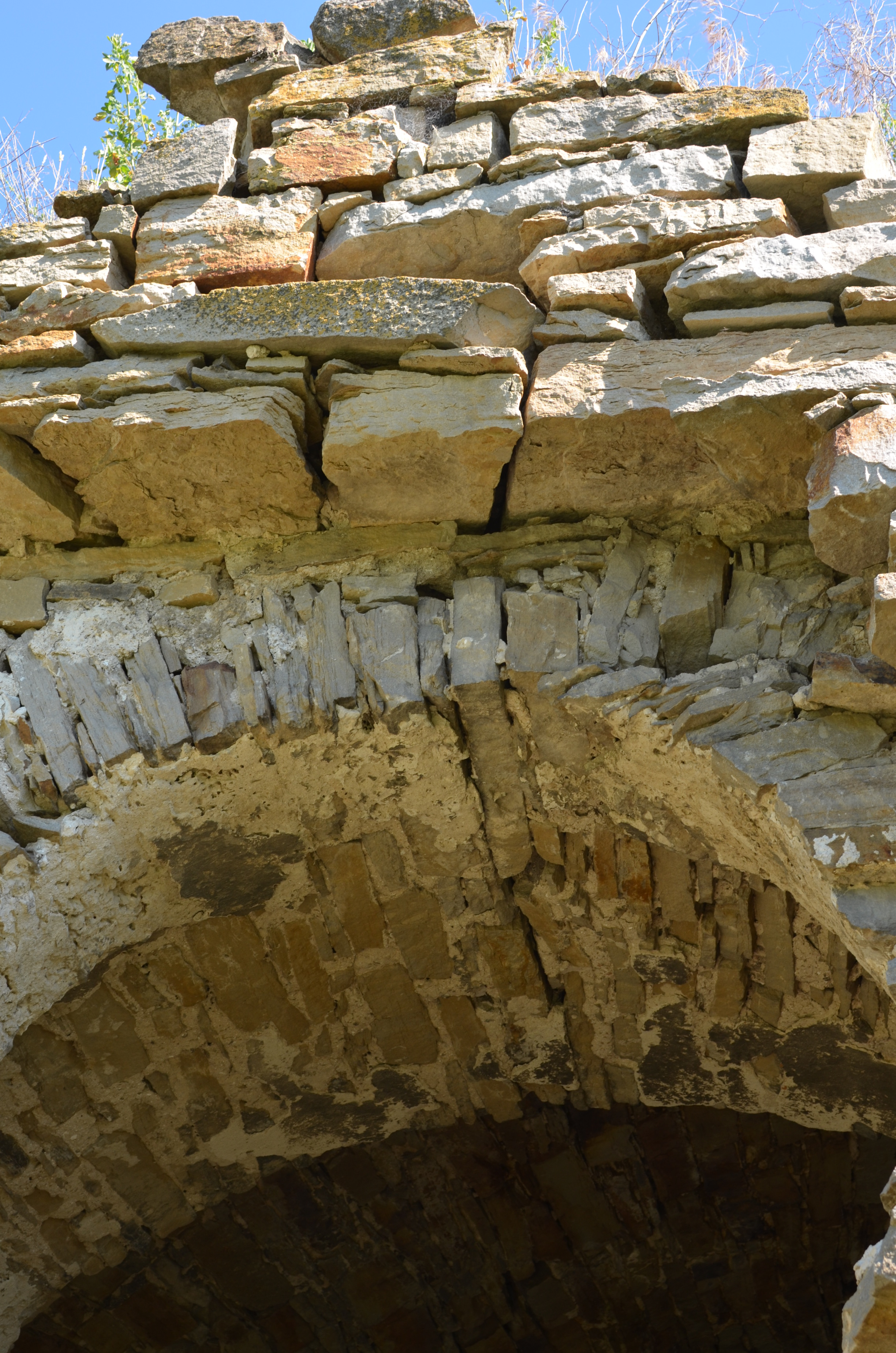
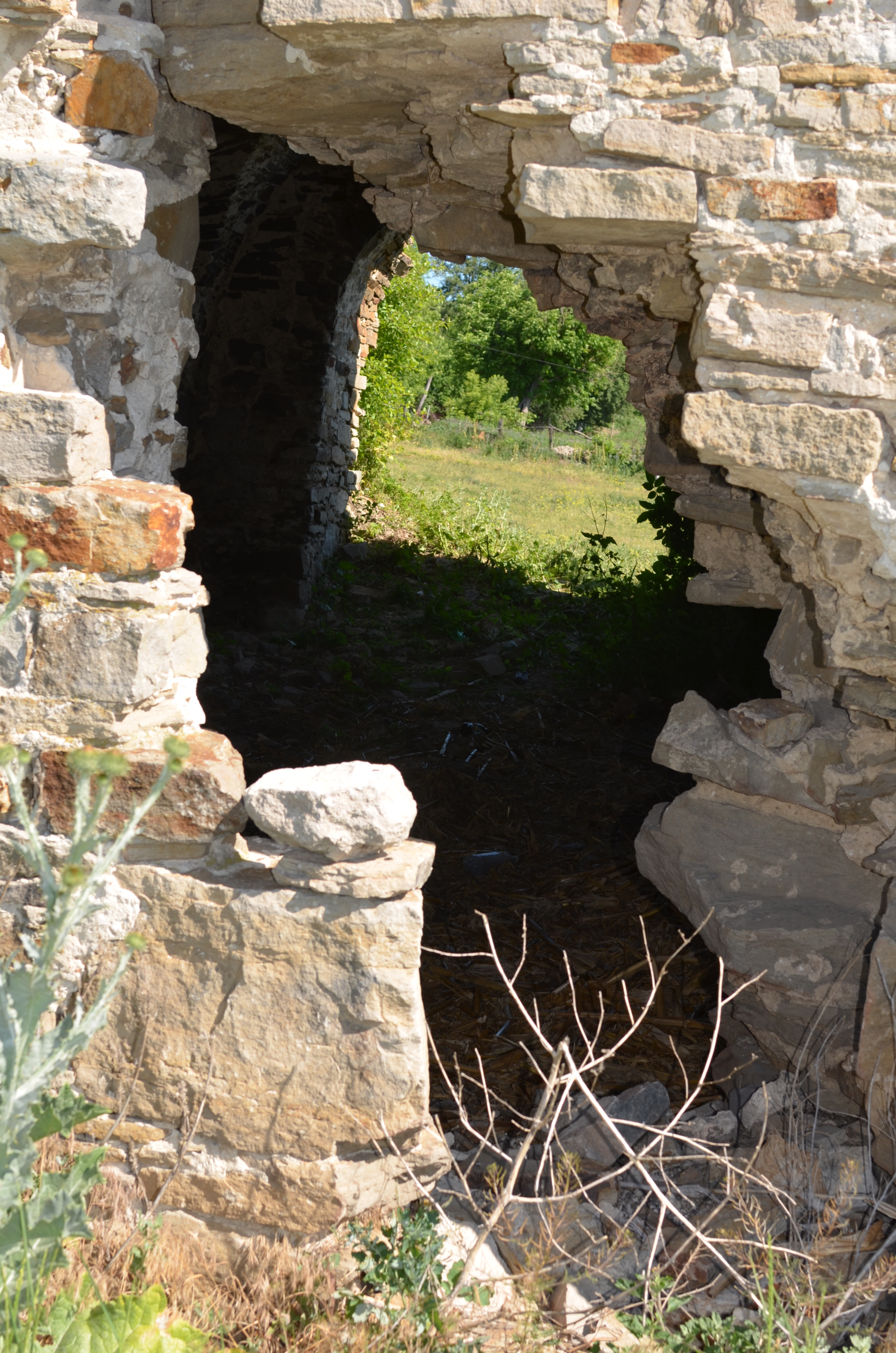
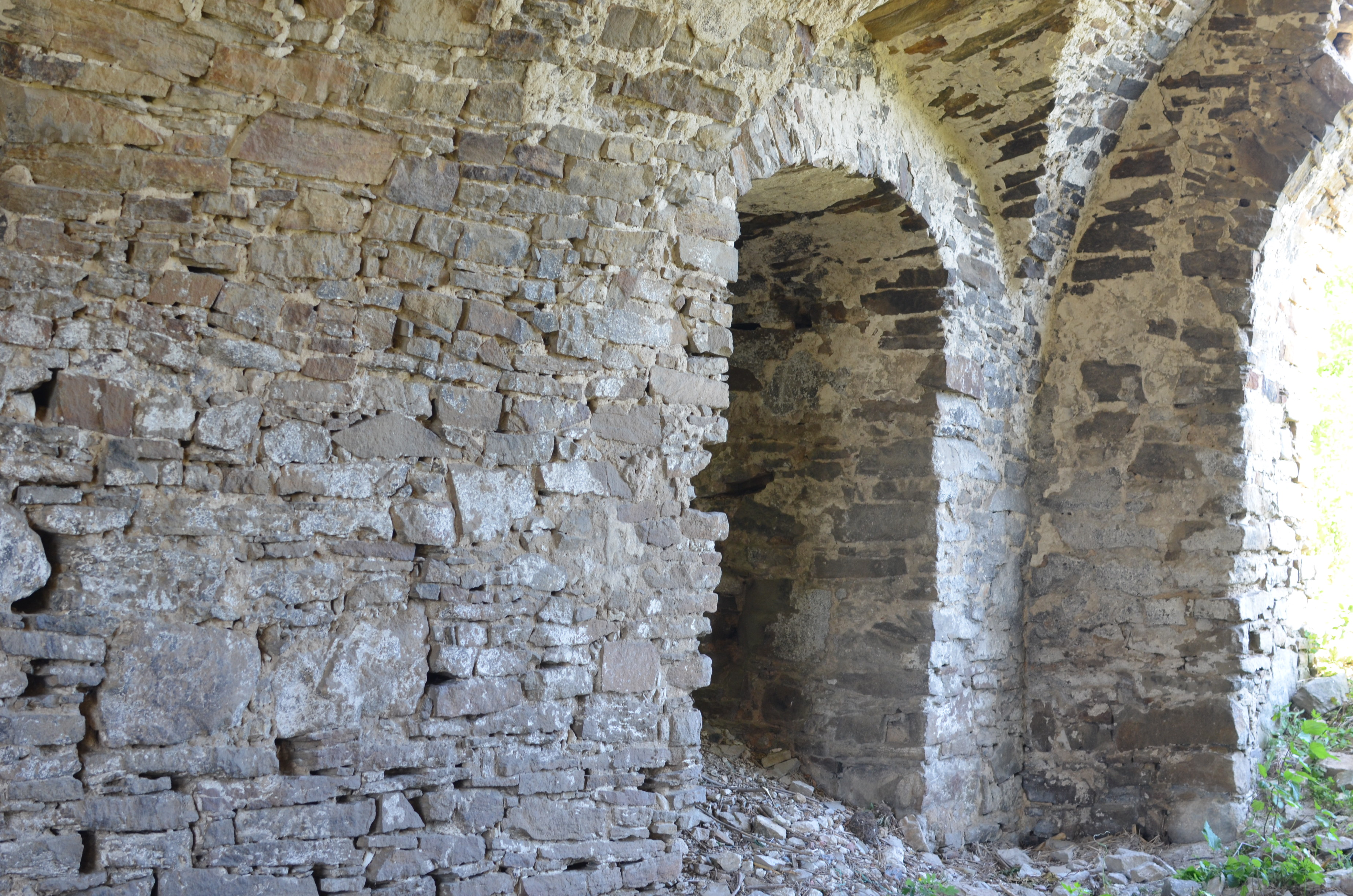
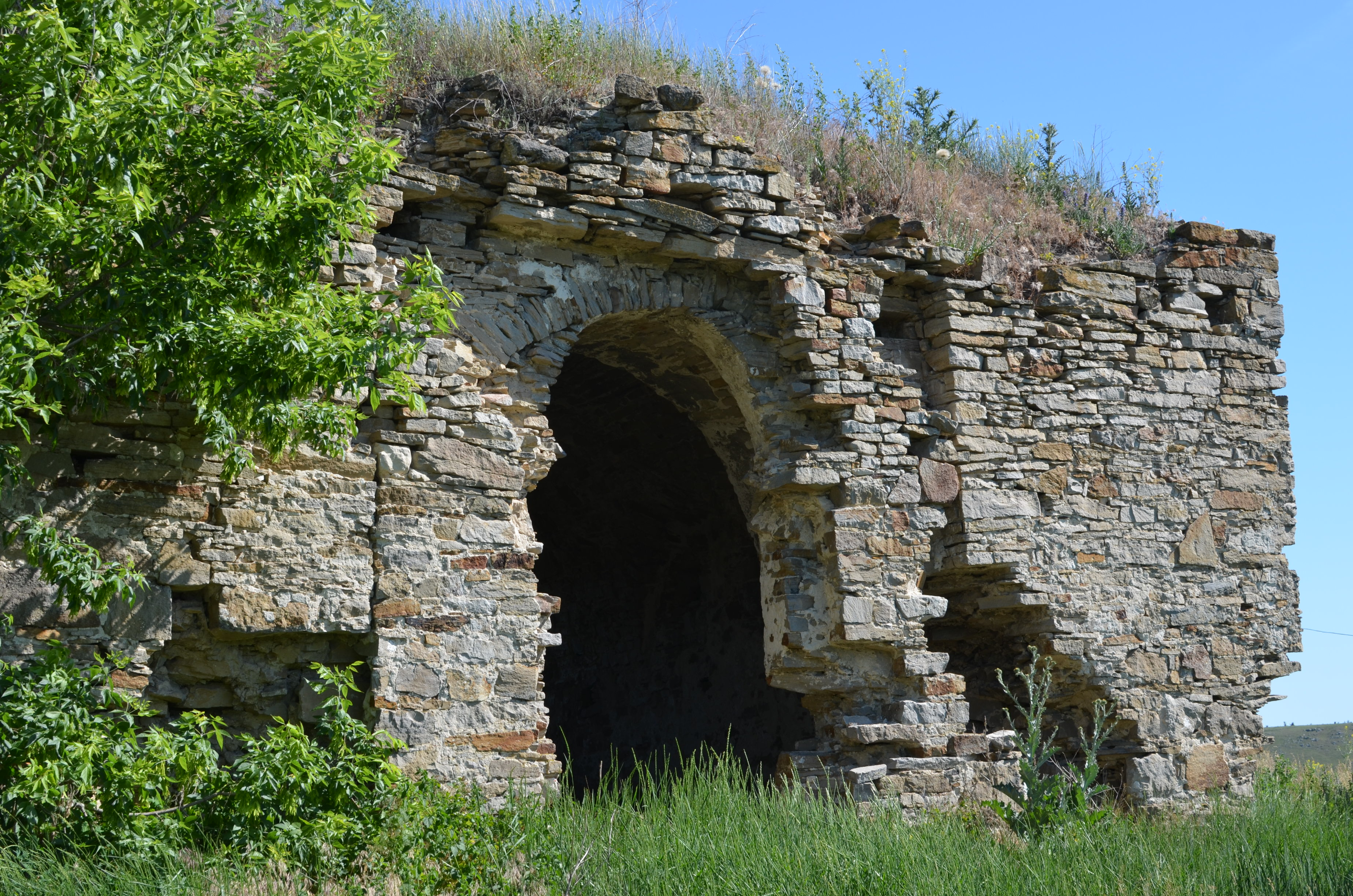
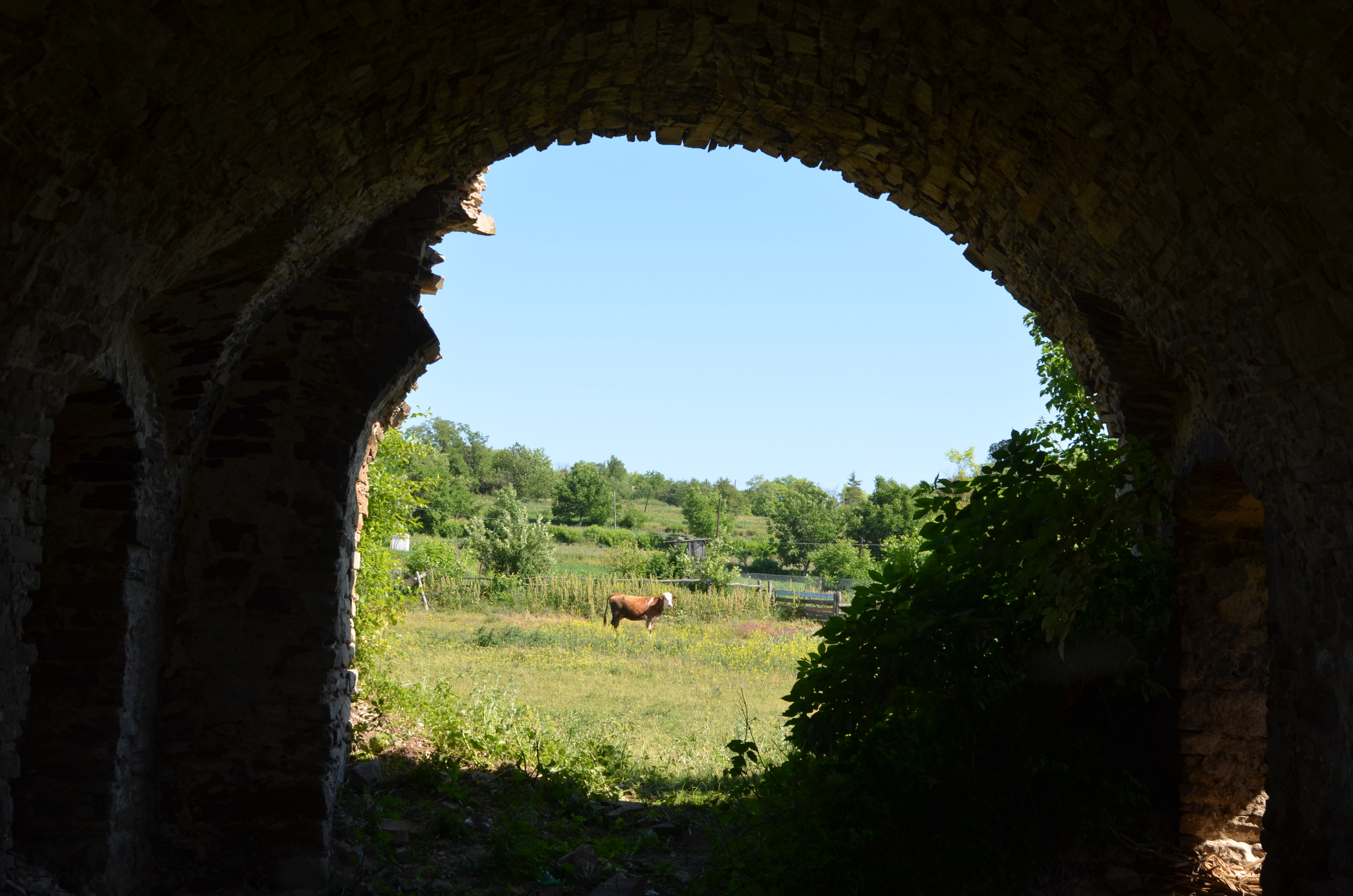
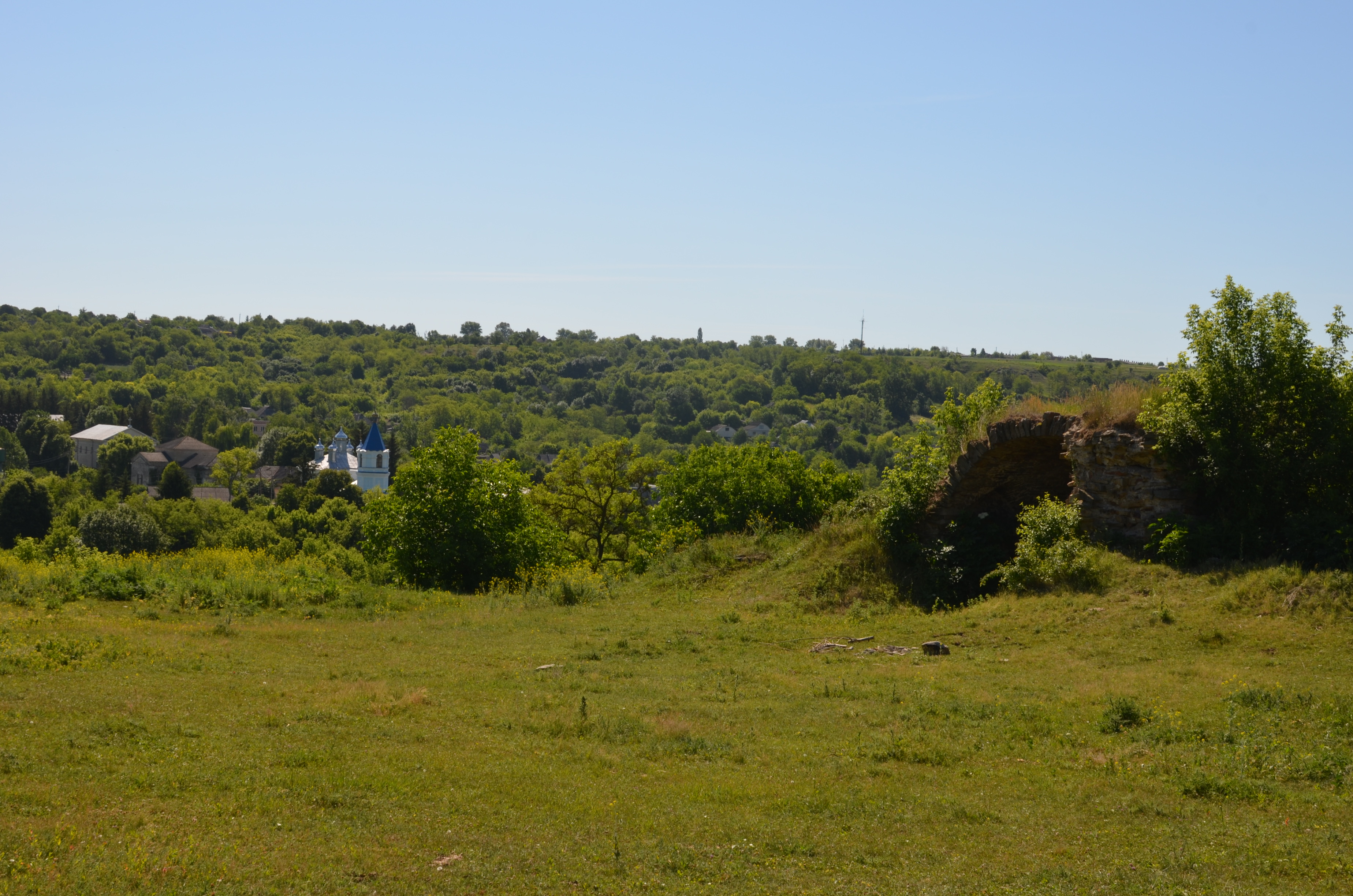
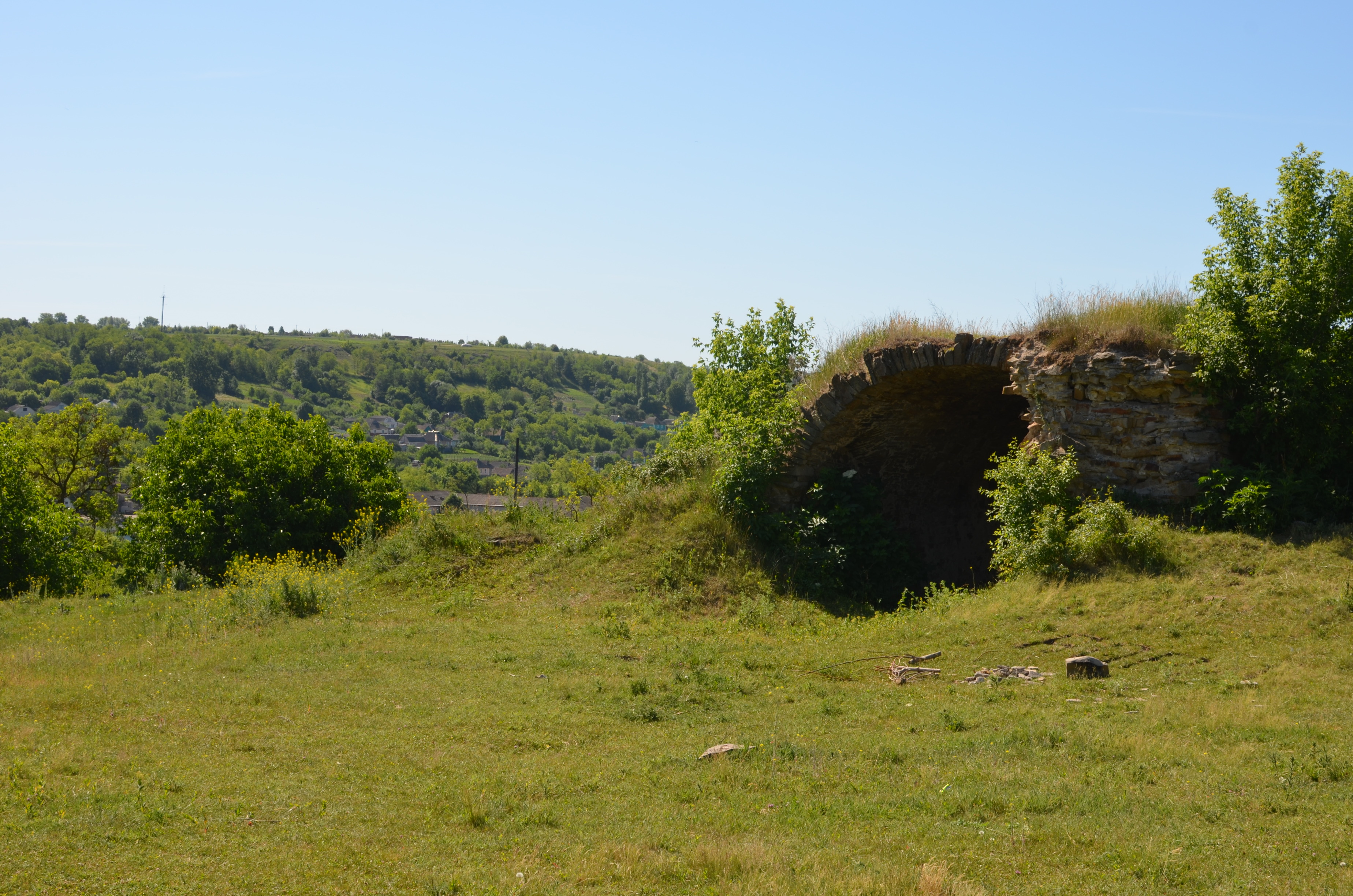
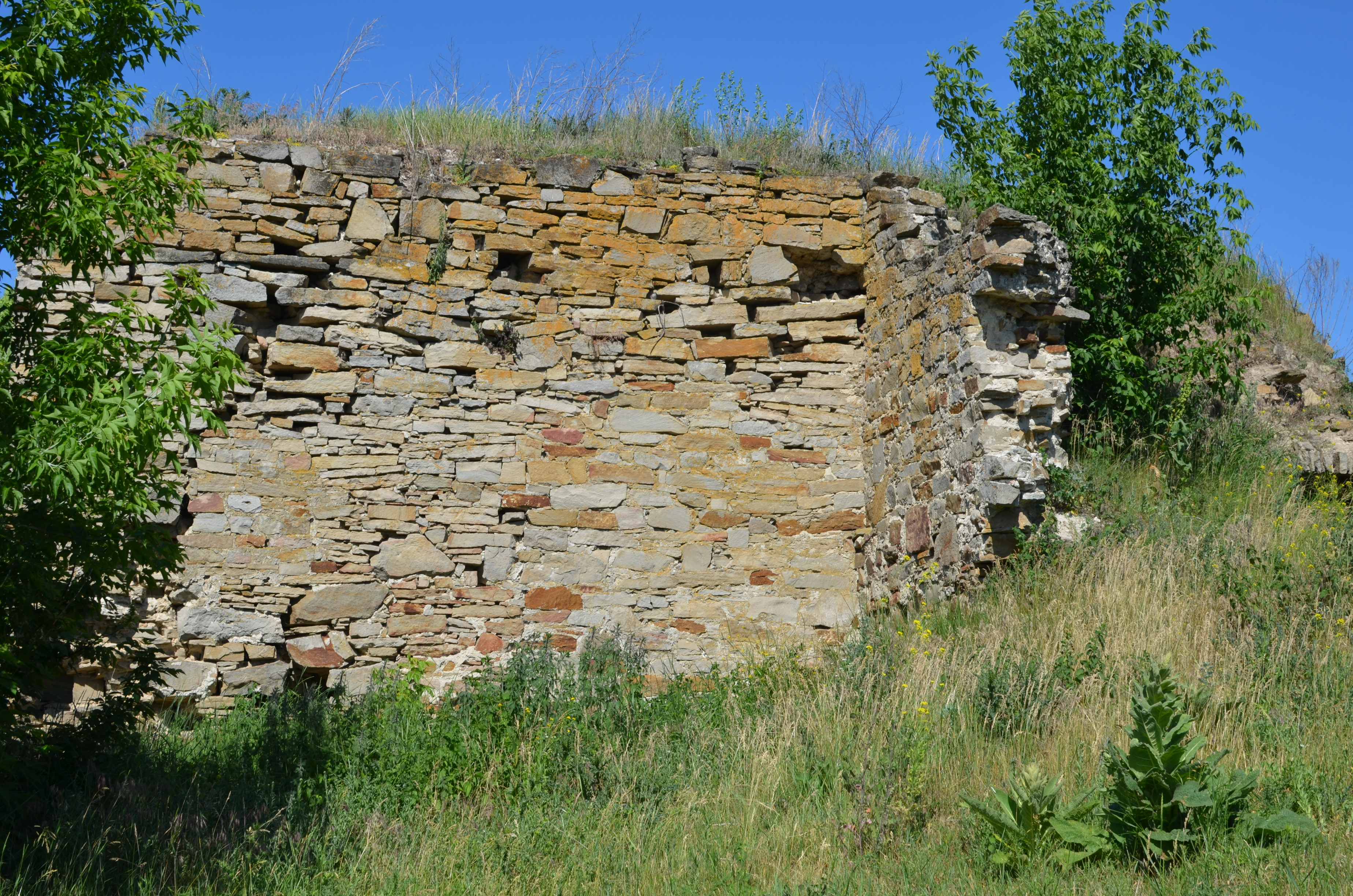
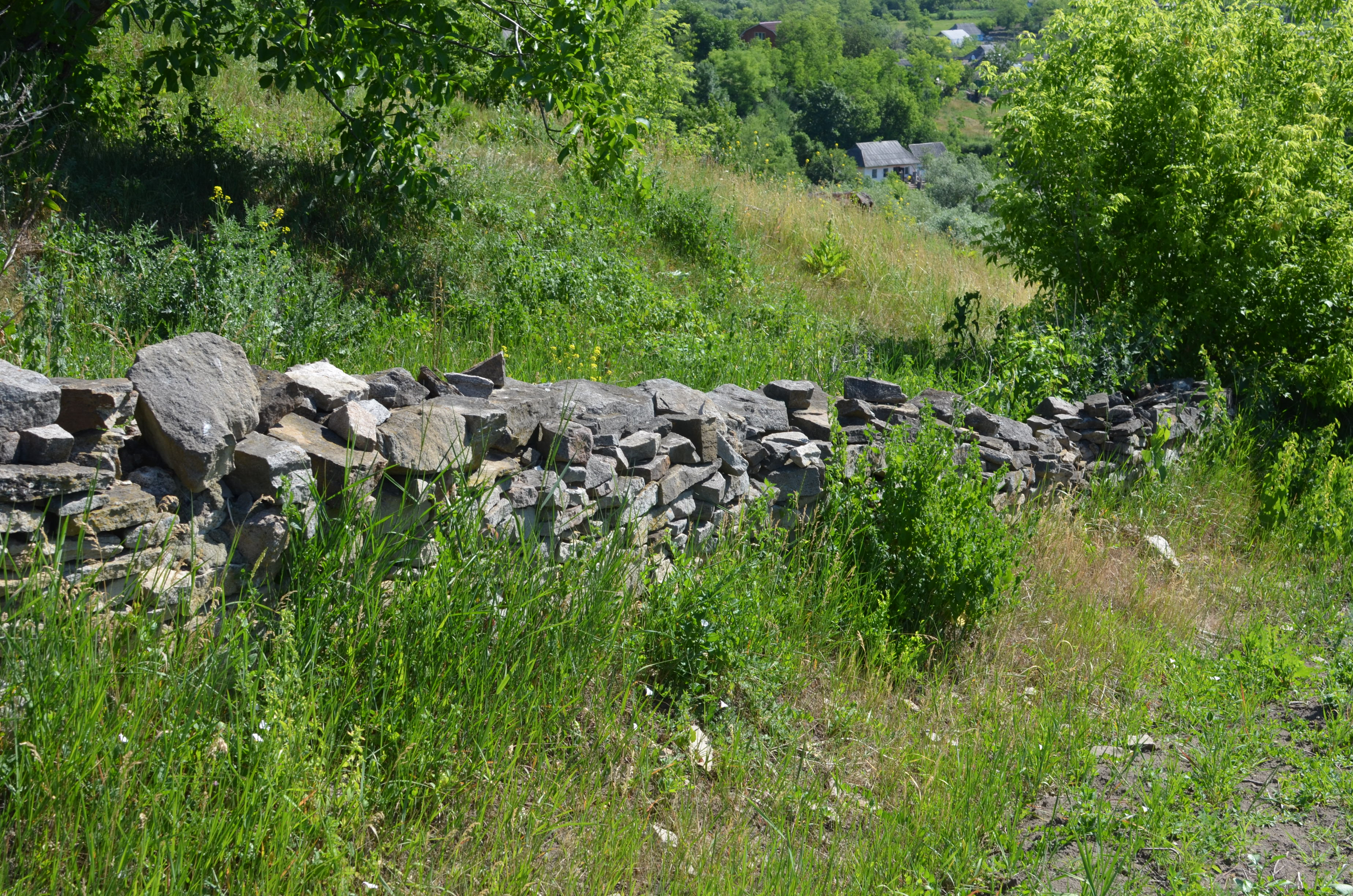
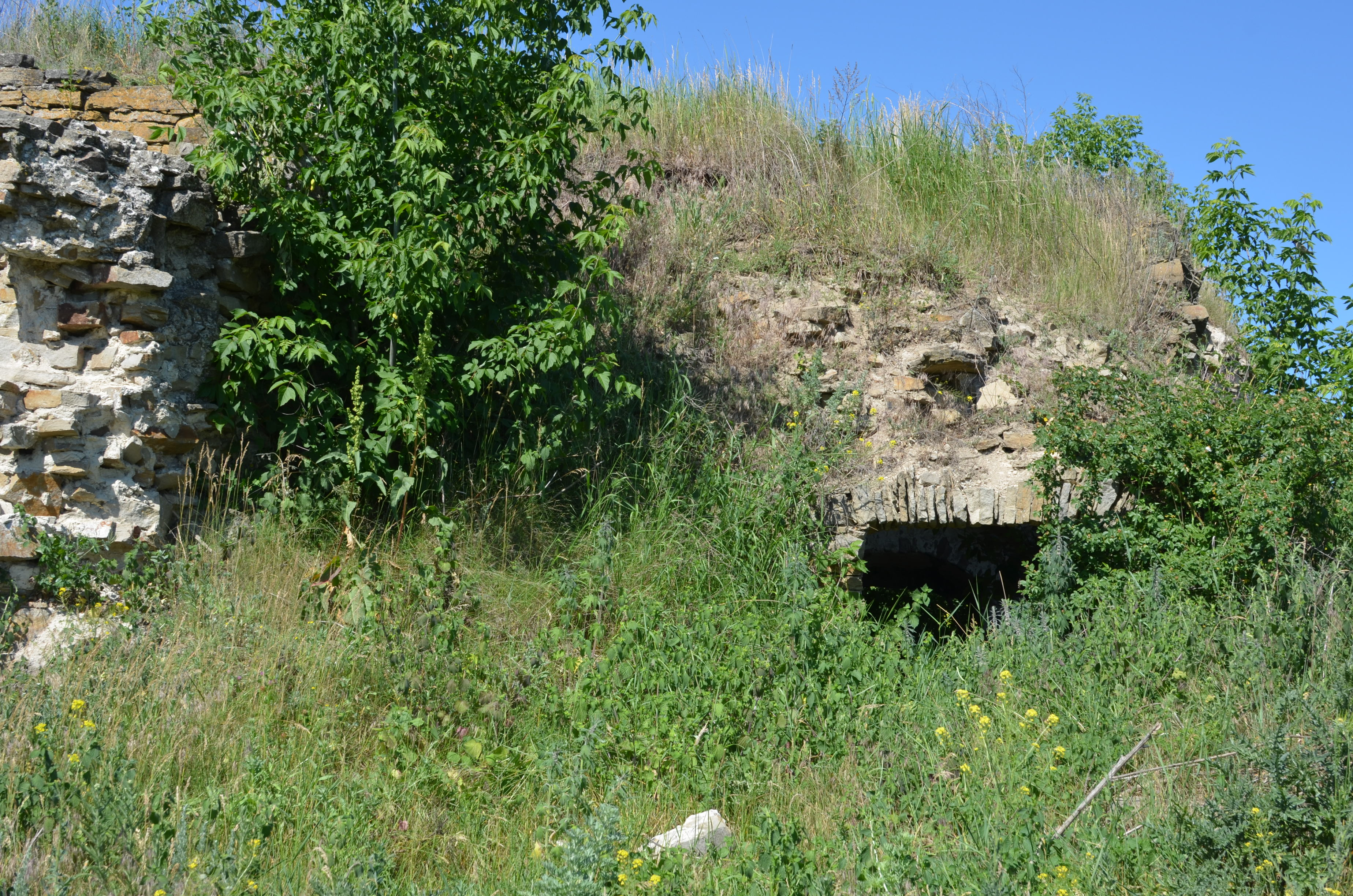
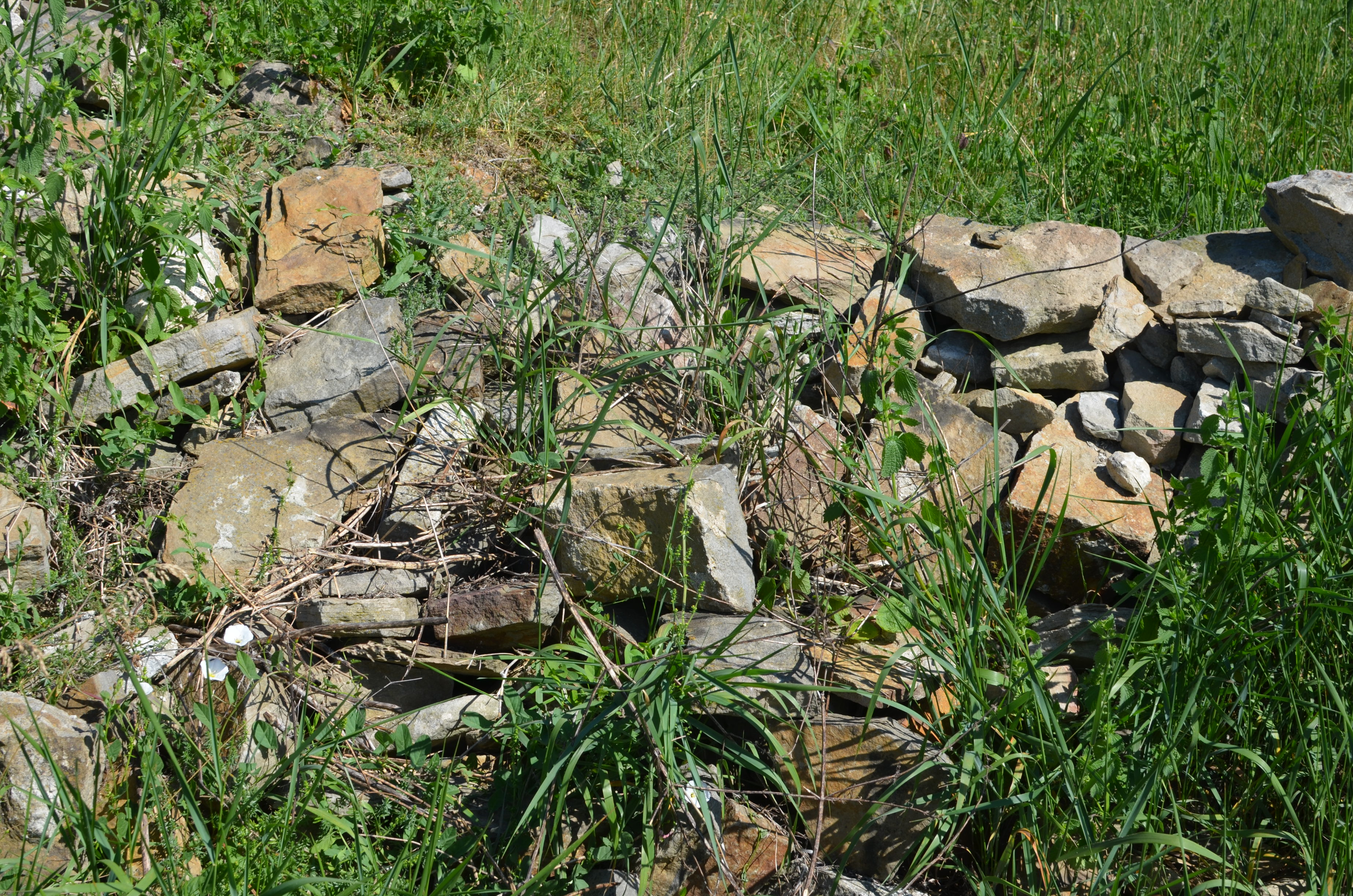